# Жилмассив Кротова

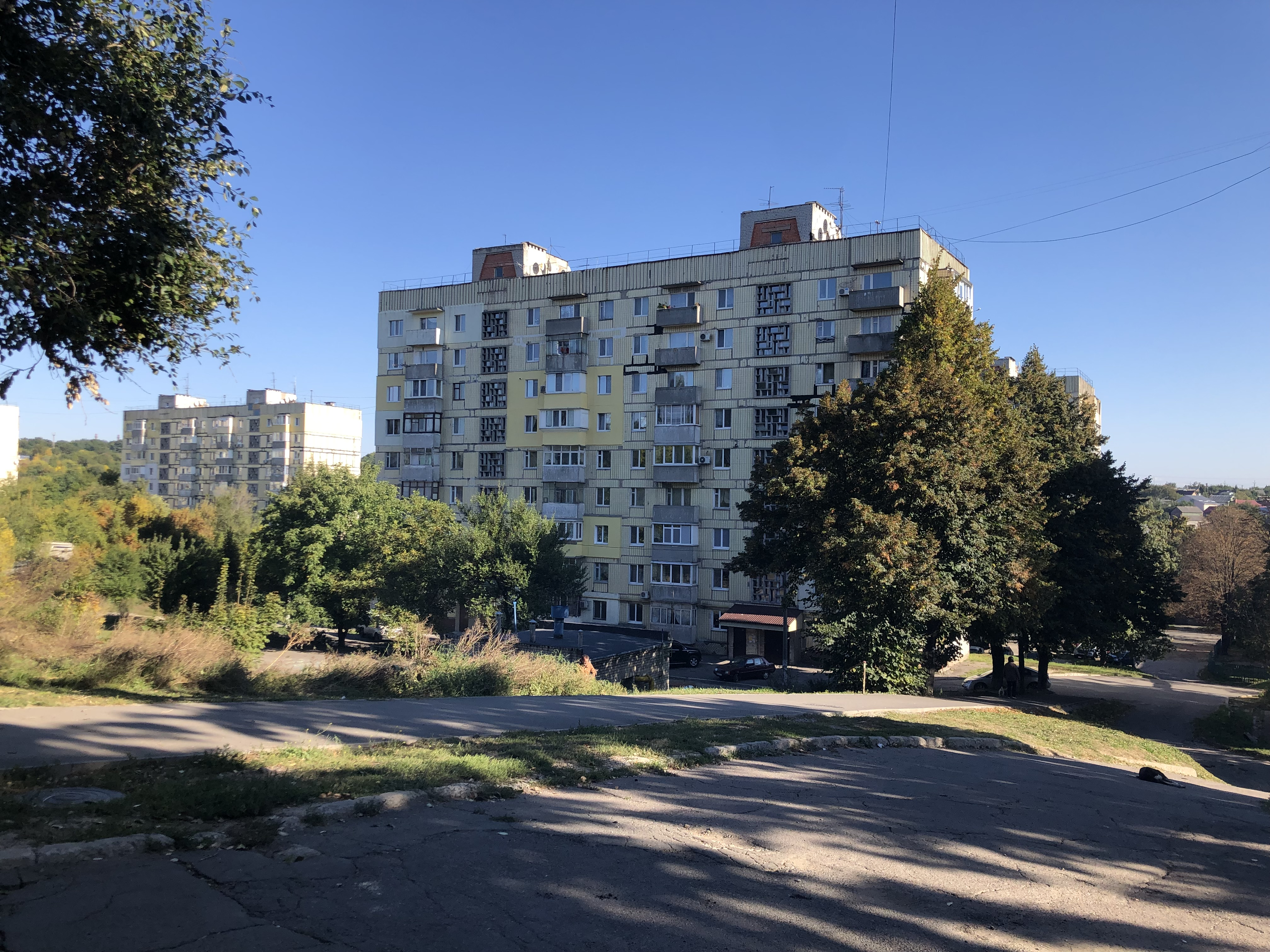
Дом на территории ж/м Кротова (г. Днепр, ул. Данилы Нечая, д. 17)

Жилмассив им. Б. А. Кротова — жилой массив в Шевченковском районе города Днепр.
В состав жилмассива входят улицы Бориса Кротова, Данилы Нечая, Валерьяна Подмогильного.
С востока и севера жилмассив окружает промзона завода «Днепрошина», с запада — коттеджный посёлок «Царское село», с юга — посёлок Мирный.

## Исторические сведения
Застройка жилмассива была начата в 1975 году. Первым зданием стал построенный в 1975 году профилакторий. Жилмассив назван в честь Героя СССР командира 134 кавалерийского полка 28 кавалерийской дивизии Бориса Андреевича Кротова. Жилая часть района состоит из 17 домов многоэтажной застройки (9 — 10 этажей). Данные дома в 1980-х были построены по заказу завода «Днепрошина» для предоставления жилья своим сотрудникам.

## Транспорт

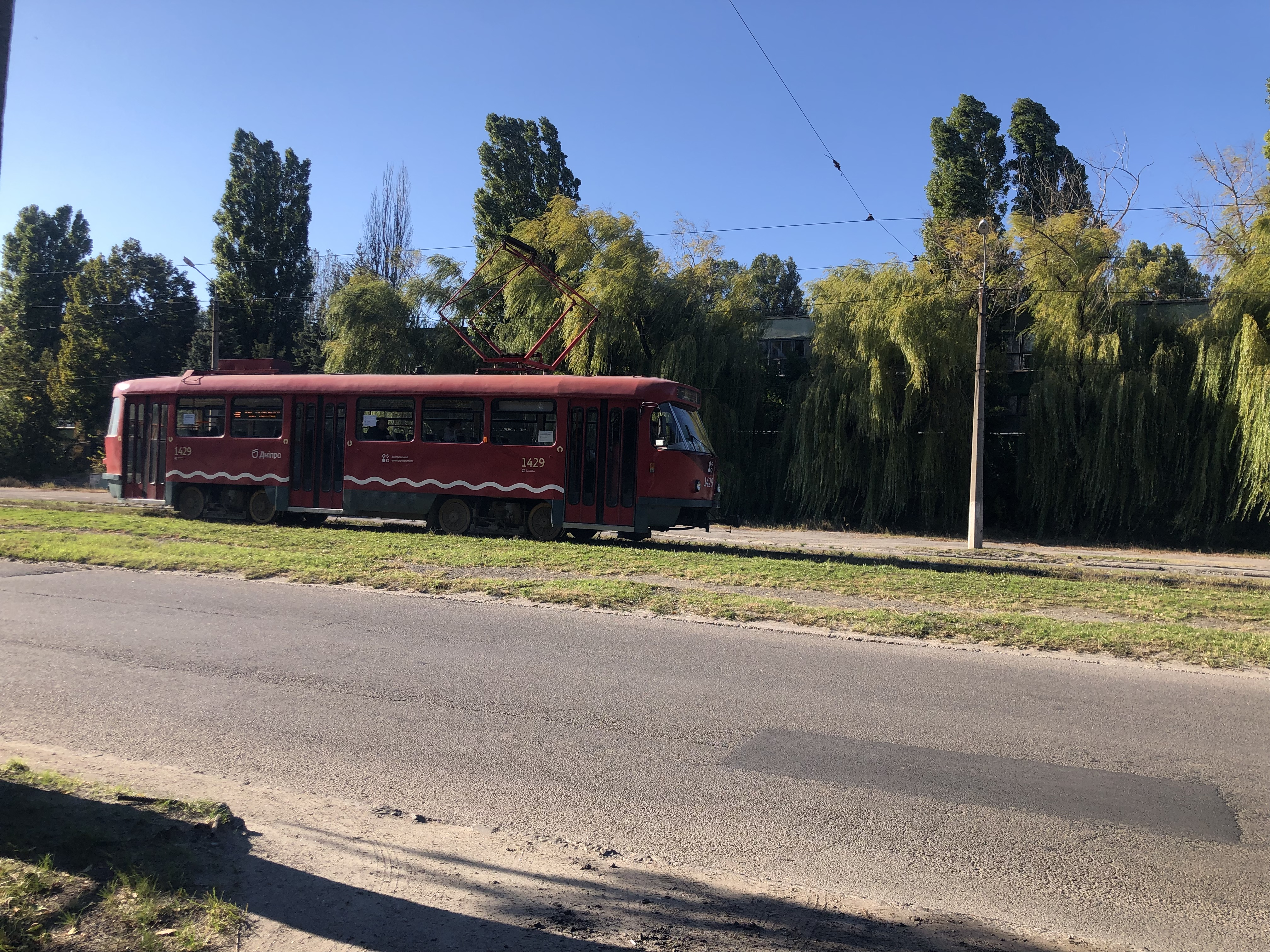
Трамвай № 16 в районе конечной остановки

На территории жилмассива находится конечная остановка трамвая: № 16 (ул. Игоря Сикорского — завод «Днепрошина»)
Транспортное сообщение обеспечивается маршрутніми такси (автобусы): № 18 (завод «Днепрошина» — ж/м Приднепровск), № 55 (пер. Добровольцев — ул. Каверина), № 85 (пер. Изумрудный— ДК «Шинник»), № 151А и № 151Б (ул. Заповедна — Автостанция «Новый Центр» (ул. Глинки))

## Инфраструктура

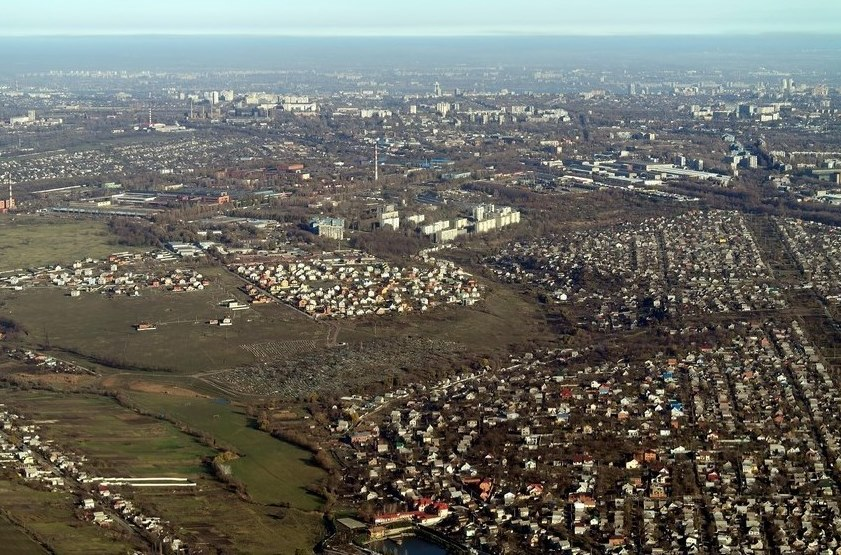
Вид на ж/м Кротова с воздуха

На территории жилмассива находится средняя общеобразовательная школа № 25, детский сад № 104, торговый центр «Шинник», супермаркет «Варус», отделение «Укрпочты», торговые точки (в том числе пиццерия, аптека, различные магазины), стадион, детские площадки. Кроме того, данный жилмассив находится в 5 минутах езды до ТРЦ «TERRA» на 12 квартале (пр. Богдана Хмельницкого, д. 118д).
На территории жилмассива также находятся 2 гаражных кооператива, стоянка для автомобилей, автозаправочные станции «Авиас» и «Нефтек». В непосредственной близости также находится АЗС «WOG».
В 2011 году была введена в эксплуатацию новая котельная, которая обеспечивает теплом местных жителей.
В 2018 году Днепровским городским советом в рамках «Бюджета участия» было организовано голосования жителей города Днепр насчёт финансирования и строительства инфраструктурных проектов на территории города. Благодаря активному голосованию жильцов ж/м Кротова в период с 01.10.2018 по 21.10.2018, третье место занял проект строительства «Баскетбольной площадки около дома по адресу: г. Днепр, ул. Данилы Нечая, д. 5». Данный проект получил 947 голосов. В 2019 году строительство баскетбольной площадки завершено.
В начале 2021 года началась реконструкция торгового центра «Шинник», которая завершилась в июле этого же года. В данном торговом центре, среди прочих магазинов, открыт супермаркет «Варус».

## Перспективы развития
В 2017 году местными властями принято решение про строительство медицинской амбулатории для жильцов жилмассива. 20.06.2018 решением Днепровского городского совета на территории жилмассива передан земельный участок площадью 0,1 га в постоянное пользование коммунальному учреждению «Днепровский центр первичной медико-санитарной помощи № 2» для строительства амбулатории общей практики семейной медицины (в районе дома № 17 по ул. Данилы Нечая).
В декабре 2017 года в СМИ было сообщено про строительство детского садика и реконструкцию стадиона на ж/м Кротова. 19.09.2018 Днепровским городским советом принято решение "Про передачу земельного участка в районе ул. Бориса Кротова в постоянное пользование Департаменту гуманитарной политики Днепровского городского совета для строительства дошкольного учебного заведения для КУ «Средняя общеобразовательная школа № 25».
На территории жилмассива планируется постройка двух церквей:
- Храм в честь всех Святых Земли Украинской Днепровской епархии Православной церкви Украины (выделено земельный участок площадью 0,3033 га возле дома № 4 по улице Данилы Нечая);
- Храм в честь Святой Великомученицы Екатерины парафии Днепропетровской епархии УПЦ в г. Днепр (планируется выделение земельного участка площадью 0,4802 га возле улицы Бориса Кротова)

Генеральным планом г. Днепра на территории жилого массива предусмотрена возможность отвода свободных земельных участков под жилую и общественную застройку (особенно, для строительства многоэтажных жилых домов). В частности, решением сессии Днепровского городского совета предоставлено разрешение на разработку проекта землеустройства для отвода земельного участка (с изменением его целевого назначения) по фактическому размещению нежилого здания, клуба «Бригантина» и для реконструкции нежилого здания под многоквартирных жилой дом по ул. Данилы Нечая, 29 А (Шевченковский район).
В ноябре 2021 года стало известно, что возле ж/м Кротова планируется строительство автоматизированого логистического центра "Укрпочты" на территории бывшего завода "Днепрошина". 

## Фотографии ж/м Кротова

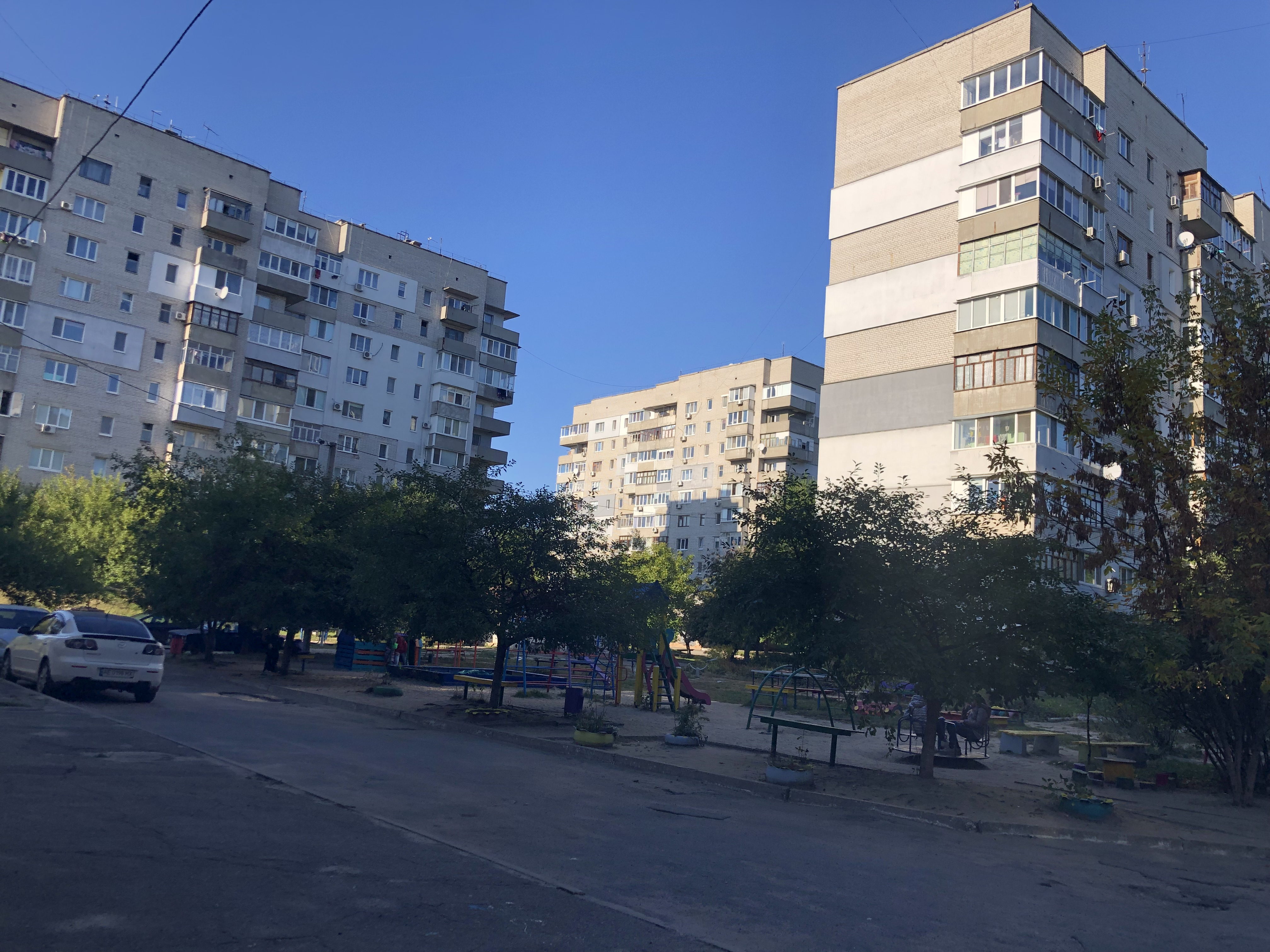
Двор на ул. Данилы Нечая
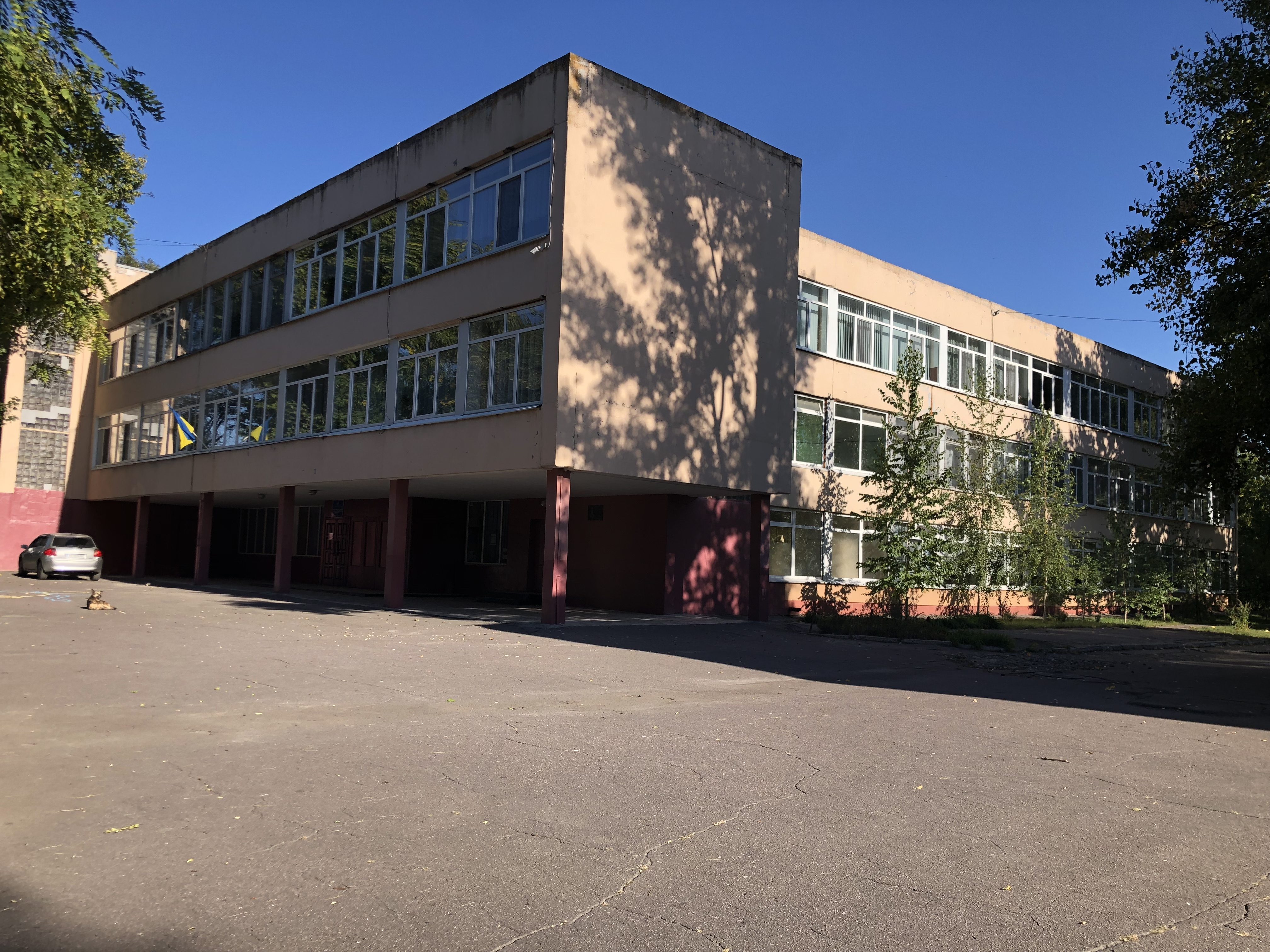
Средняя школа № 25
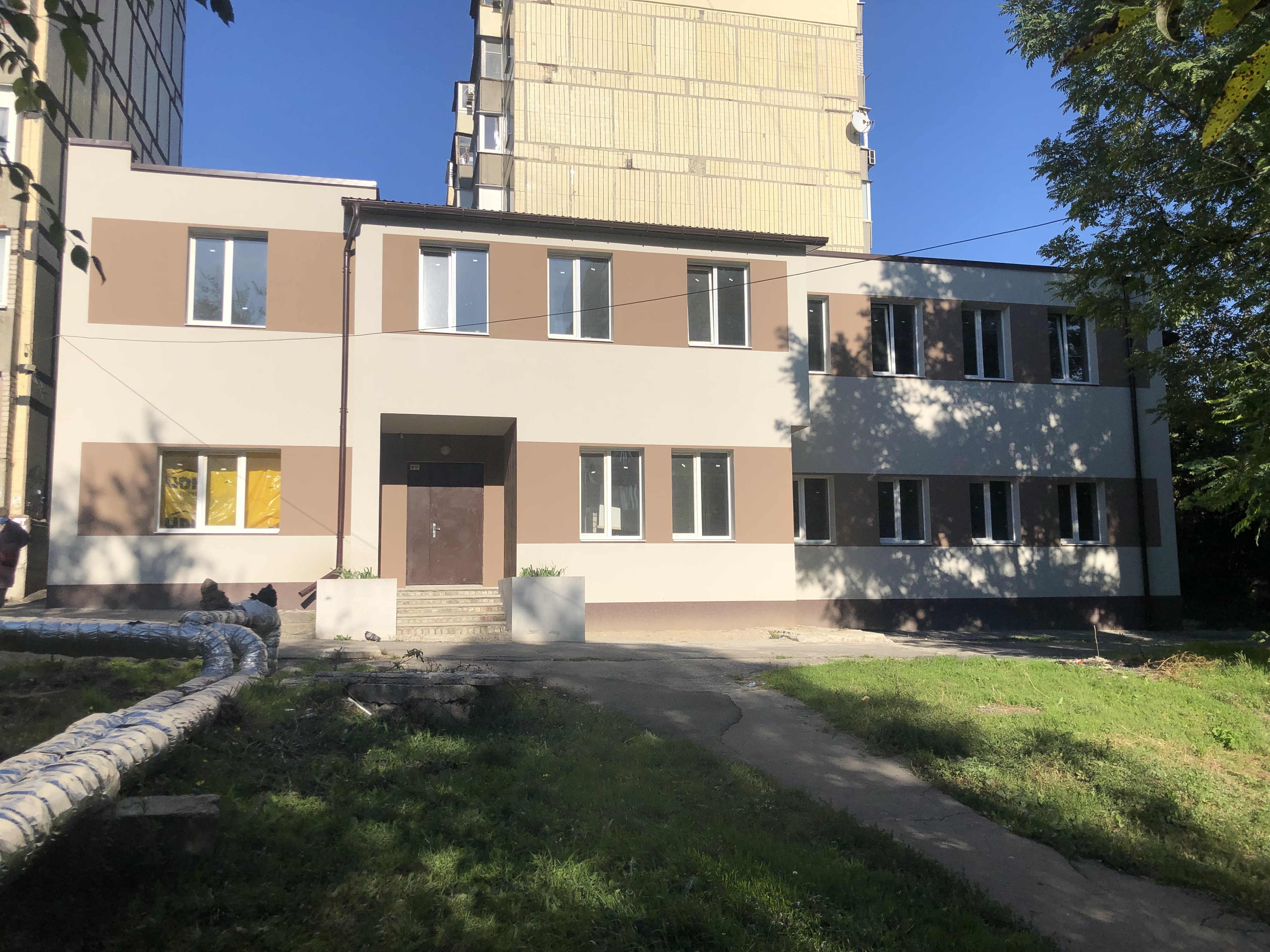
Реконструкция здания под квартиры на ул. Данилы Нечая, д. 29а
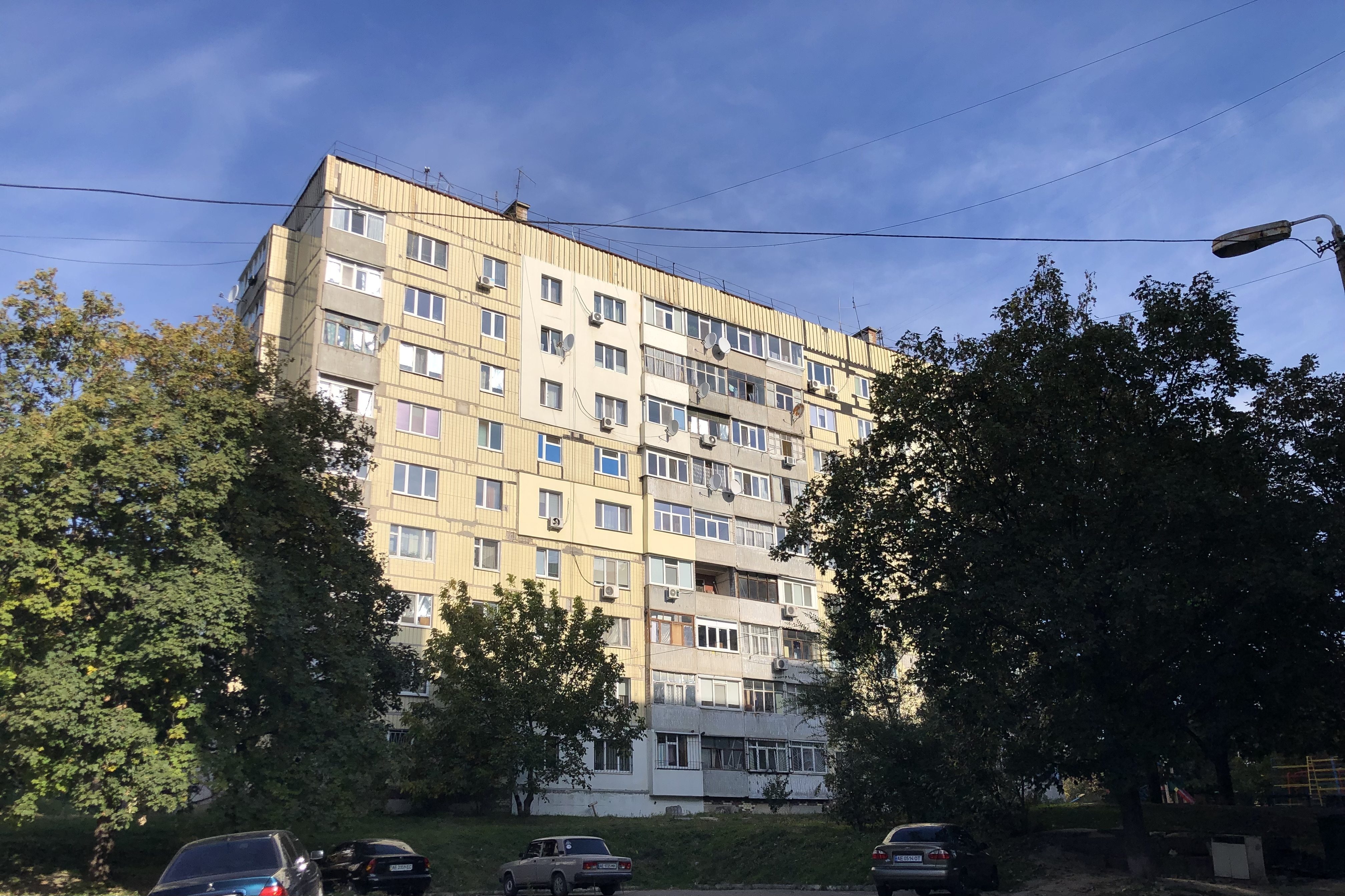
Дом № 17 по улице Данилы Нечая
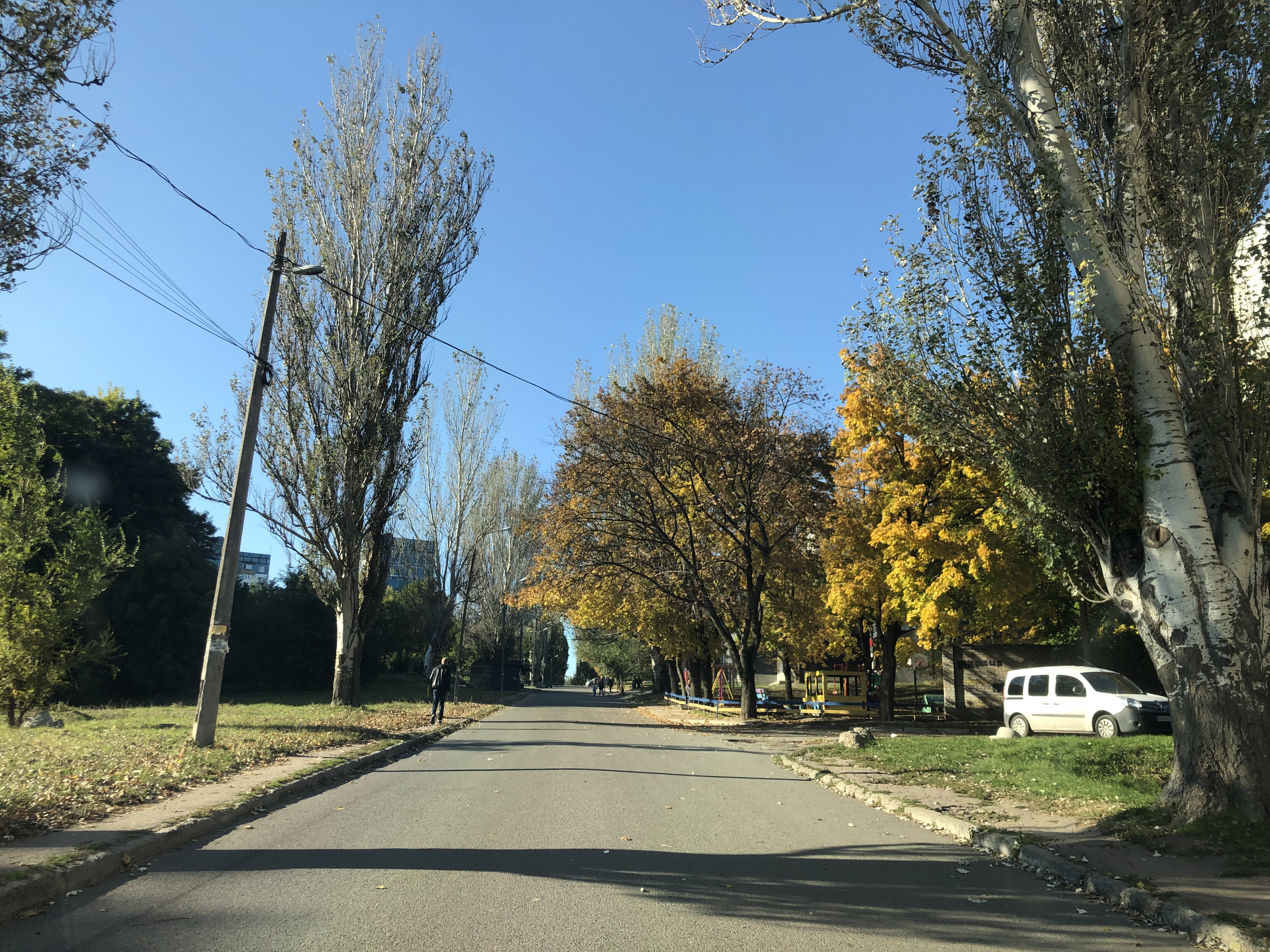
ул. Данилы Нечая
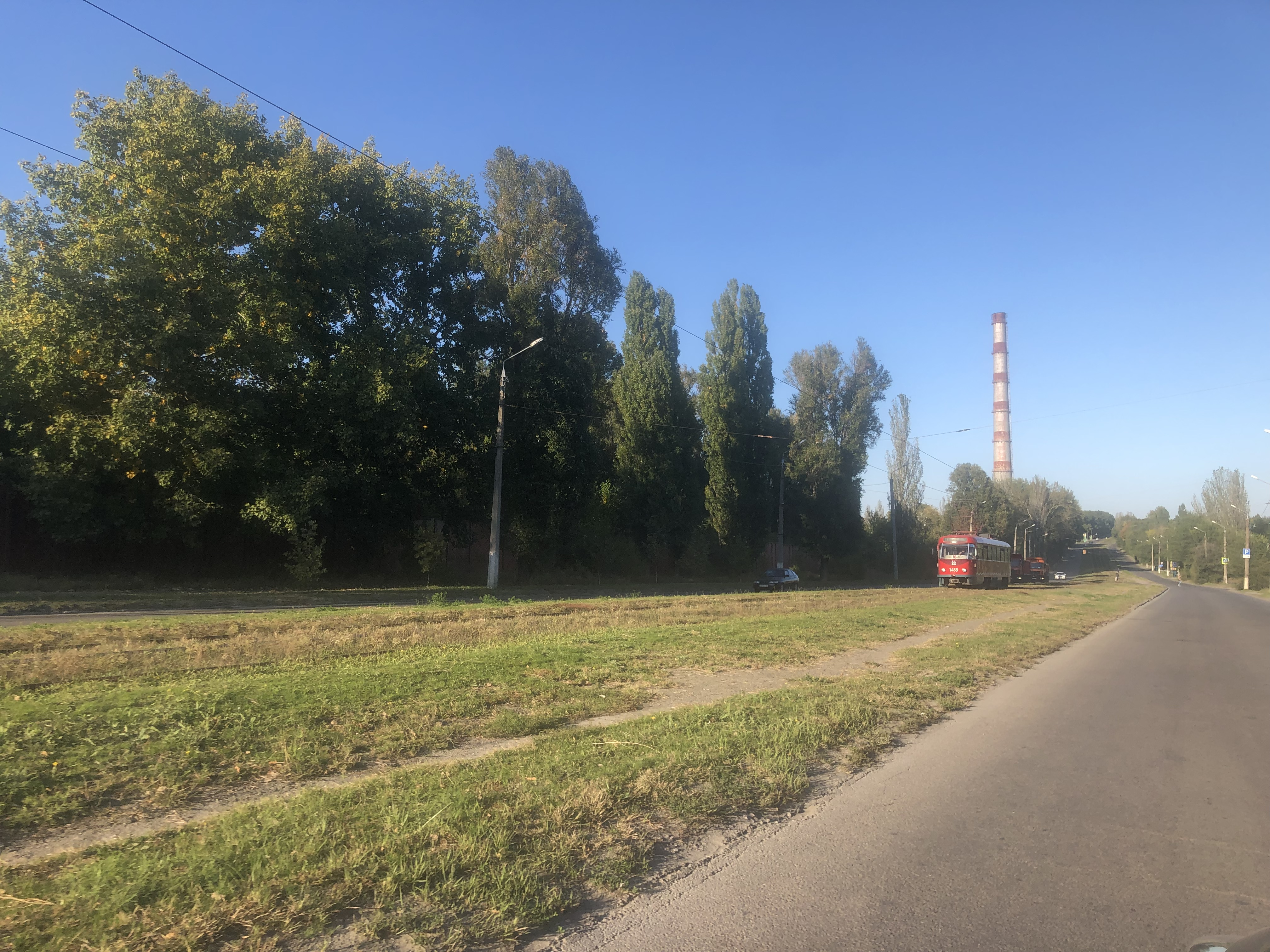
Выезд с ж/м Кротова в сторону ТРЦ «Терра», трамвай № 16
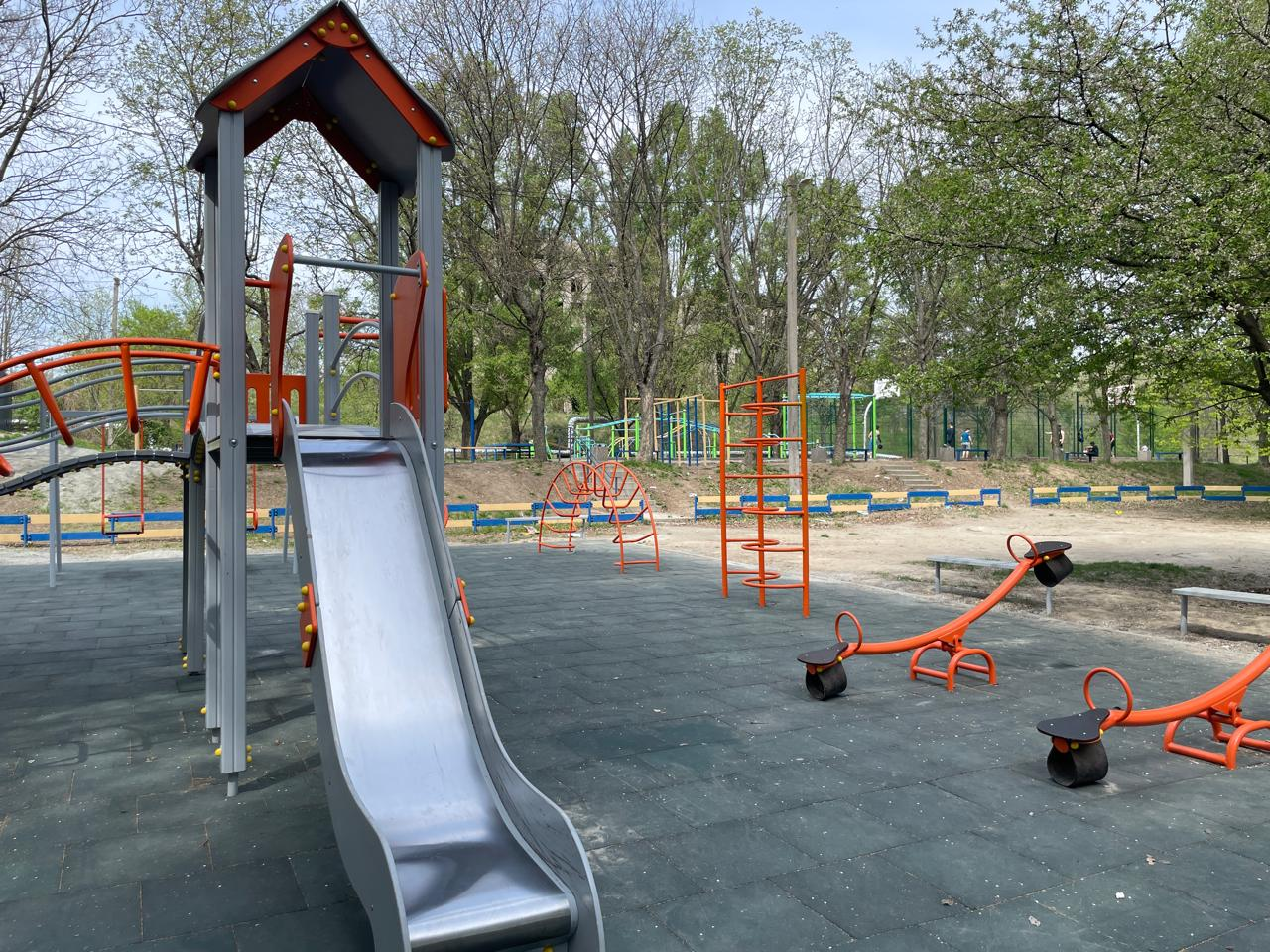
Новая детская площадка на ж/м Кротова
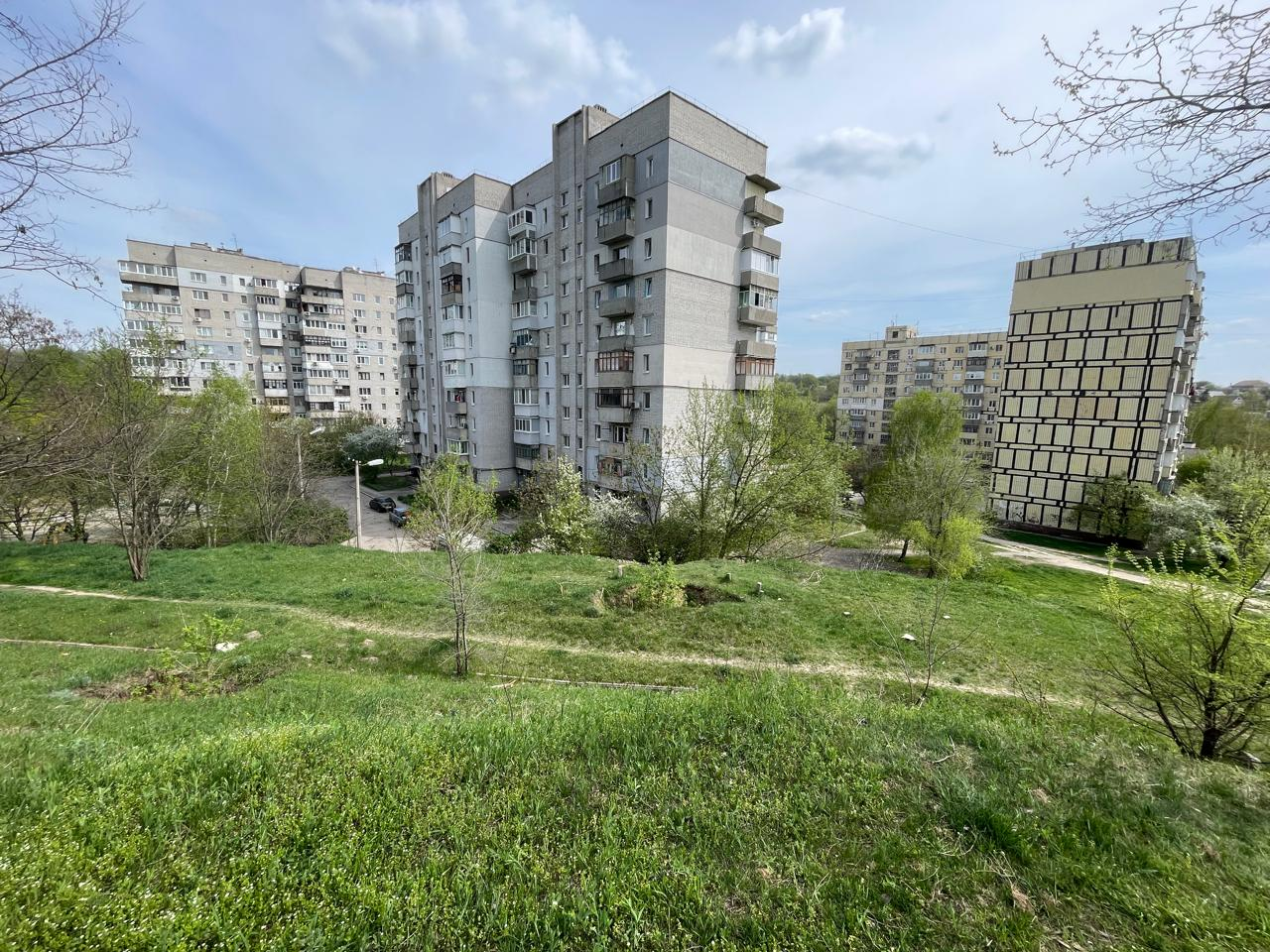
Жилые дома на ж/м Кротова
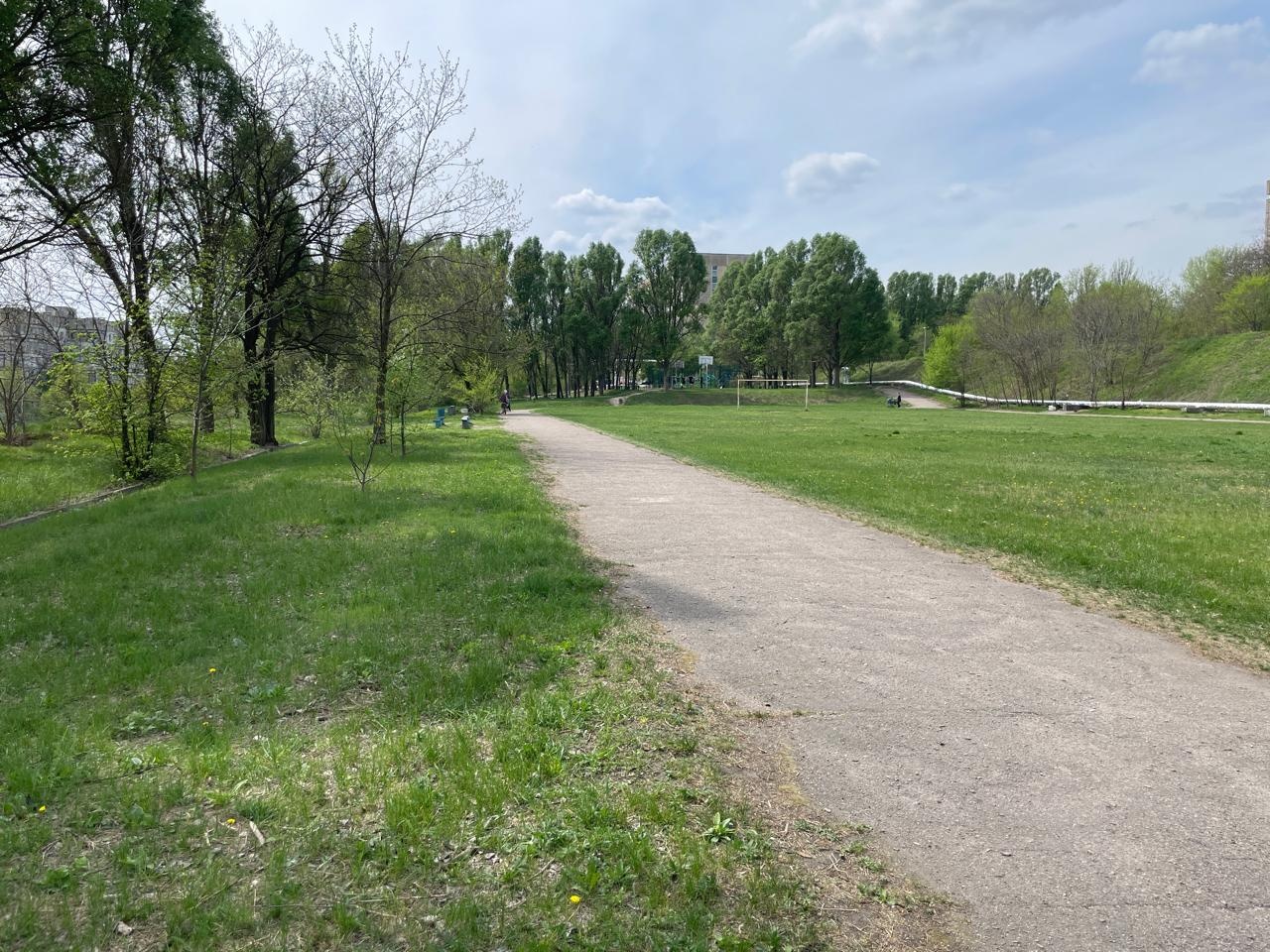
Стадион на ж/м Кротова
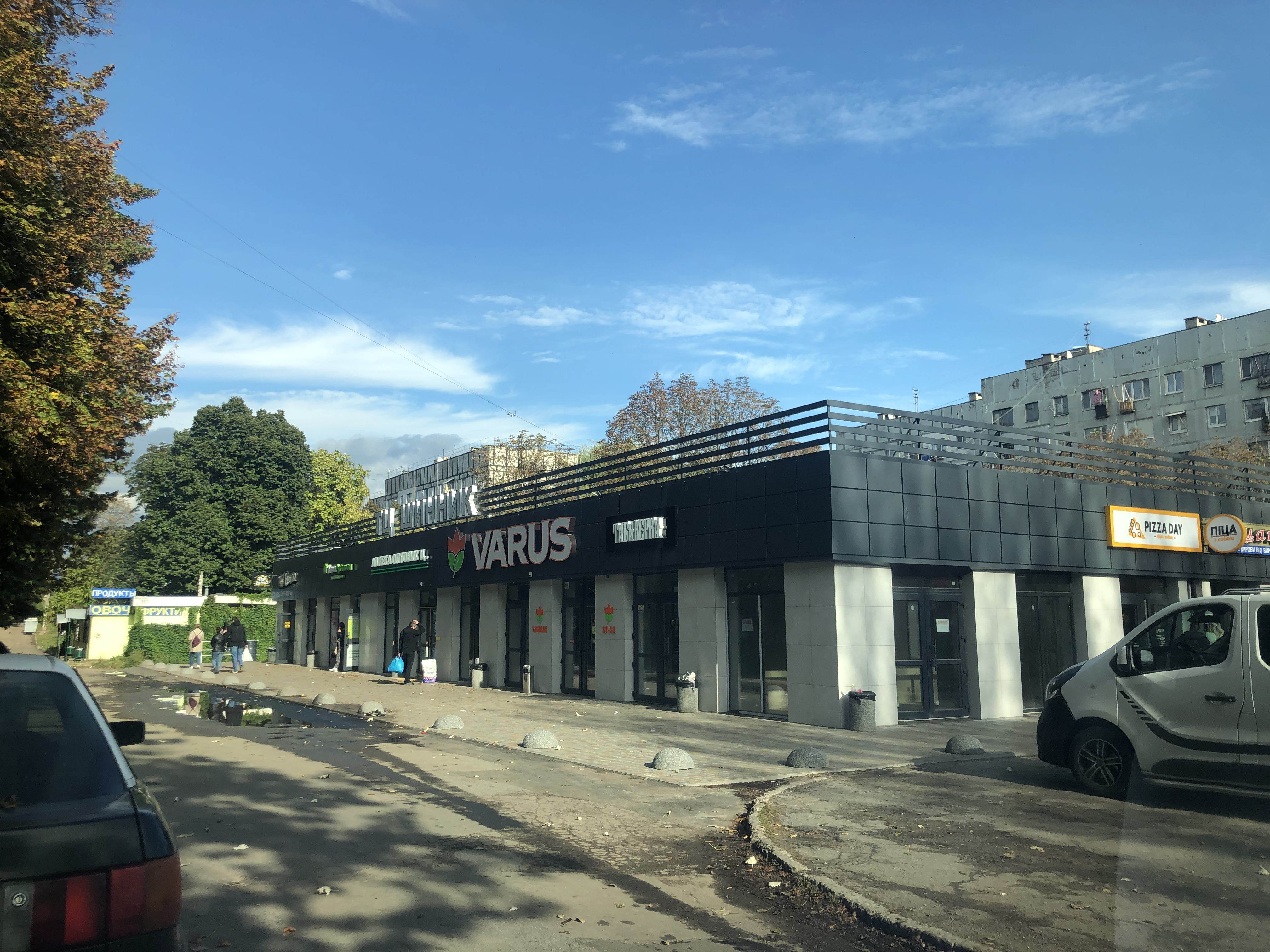
Торговый центр "Шинник"
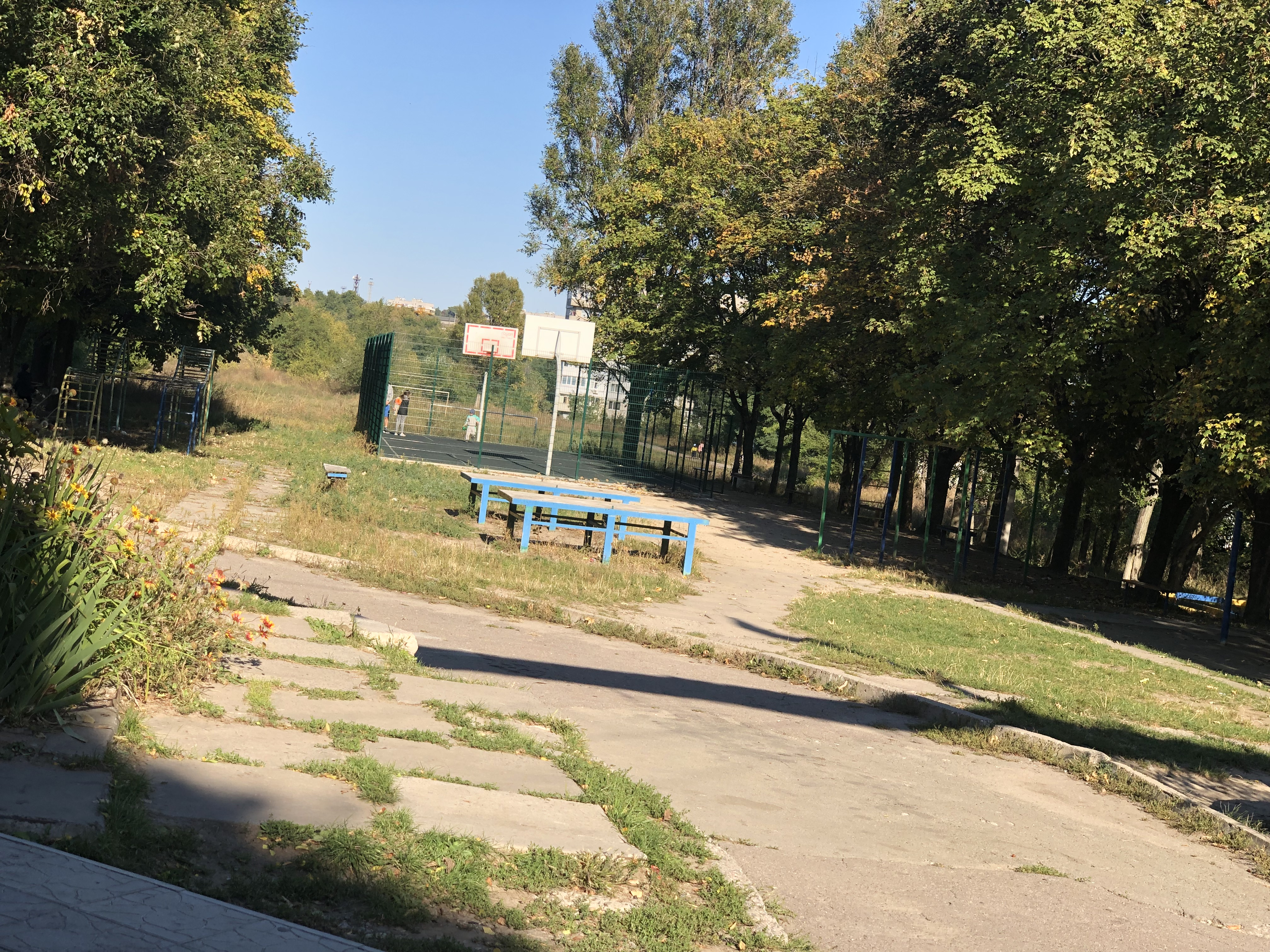
Баскетбольная площадка на ж/м Кротова